# Sufi rock
Sufi rock – gatunek muzyczny, łączący mistyczną muzykę suficką z zachodnim rockiem. Powstał na początku lat 90. w krajach tradycyjnie islamskich takich jak Turcja i Pakistan.
Po raz pierwszy nazwy tej użyto w 1993 do opisania muzyki pakistańskiej grupy Junoon. Gatunek ten często opiera się na śpiewaniu klasycznych sufickich tekstów z wykorzystaniem instrumentów typowo rockowych oraz lokalnych. Wykonywany jest w językach takich jak urdu, paszto, pendżabski, sindhi, perski, turecki i korzysta z sufickiej estetyki.
Najbardziej znani wykonawcy: Abida Parveen, Junoon, Kailash Kher, Fuzön, Mekaal Hasan Band.